# جون ريتشموند (لاعب كرة قدم)
جون ريتشموند (بالإنجليزية: John Richmond)‏ هو لاعب كرة قدم بريطاني في مركز نصف الجناح، ولد في 17 سبتمبر 1938 في دربي في المملكة المتحدة، وتوفي في أغسطس 2018 في Acton Trussell ‏ في المملكة المتحدة. لعب مع نادي تشيلمسفورد.